# Škoda 760
Škoda 760 byl projekt jednotného automobilu, který společně připravovaly československá automobilka AZNP Mladá Boleslav a východoněmecké automobilky VEB Automobilwerke Eisenach (pod názvem Wartburg P760) a VEB Sachsenring Automobilwerke Zwickau (pod názvem Trabant P760 neboli RGW-Auto).

## Idea projektu
Vývoj začal již roku 1970. Hlavní myšlenkou projektu bylo to, aby se různými modifikacemi jednoho typu automobilu nahradily stávající a hlavně již zastarávající modely – miniautomobil Trabant T601, středně velká Škoda 100/110 i prostorný Wartburg 353.
Podle plánů se mělo ročně vyrábět cca 600 000 vozů, z toho polovinu měly tvořit škodovky . Se sériovou výrobou se počítalo od roku 1982.
Motory měly být výhradně z produkce AZNP – jednoduchá konstrukce a nízká hmotnost hliníkových řadových čtyřtaktních čtyřválců Škoda se totiž Němcům zamlouvala. Měly se dodávat jak upravené motory dosavadních typů Škoda 100/110, tak i motory nově vyvinuté pro nerealizovaný model Škoda 720 – vesměs hliníkový blok a litinová hlava OHV nebo hliníková OHC:
- 1107 cm³ OHC, vrtání 72 mm × zdvih 68 mm, komprese 9,5, dvojitý karburátor Jikov, výkon 38 kW (52 k) při 4650 ot/min
- 1289 cm³ OHV, vrtání 75,5 mm × zdvih 72 mm, komprese 9,7, karburátor Jikov, výkon 43 kW (58 k) při 5000 ot/min
- 1498 cm³ OHC, vrtání 80 mm × zdvih 74,5 mm, komprese 9,0, karburátor Weber, výkon 63 kW (85 k) při 5300 ot/min, točivý moment 125 N.m při 4000 ot/min.
- 1595 cm³ OHC, šestnáctiventilový (bližší údaje t.č. neznámy – pravděpodobně vrtání 78 mm × zdvih 83,5 mm)
- 1771 cm³ OHC (bližší údaje t.č. neznámy)

Převodovky měla dodávat ČZ Strakonice. Mělo jít o klasické čtyřstupňové manuální převodovky, ale bylo vyrobeno i několik vozů s automatickou převodovkou (t.č. není známo, kolikastupňovou), které by patrně vyráběla Praga.
Ostatní podvozkové díly, hlavně ústrojí předního náhonu a brzdy, měly být východoněmecké – Němci měli s předním pohonem dlouhodobé zkušenosti a jejich kotoučové brzdy byly též na úrovni.
Karosérie měly být "národní" – Škoda a Wartburg měly být především čtyř nebo pětidveřové sedany a kombíky, Trabant zamýšlel třídveřový hatchback. Ostatně i návrh karosérie měl jako první hotov Trabant P760, a to již v roce 1970. Naopak Wartburg P760 byl postaven až v roce 1974 a jeho modifikovaná verze Wartburg P610 ještě později – a nezapřela inspiraci liniemi Škody 105/120.
Karosérie pro škodovky navrhovalo opět věhlasné studio Ital Design Guigiaro, stejně jako u prototypů Škoda 720 – tentokrát byla uzavřena smlouva v hodnotě 10 milionů Kčs. Bylo však znát, že Guigiarův vztah k AZNP ochladl (není se co divit, Škoda 720 byla objektivně velmi pohledná a kdyby se ale skutečně vyráběla, mohla mu sloužit jako výborná reference – takto musel být nejen on velmi zklamaný) a jeho první návrh karosérie byl poměrně nepovedený, přestože se na něm objevovaly progresivní prvky jako zavěšení přední kapoty vpředu nebo nezakřivená skla (tuto avantgardu později Guigiaro úspěšně uplatnil u vozu Fiat Panda). I známý konstruktér Ing. Petr Hrdlička (pozdější šéfkonstruktér Škody Favorit) ji celkem oprávněně označil za odpadek.
Pozdější prototypy již byly karosářsky výrazně vyspělejší, pomohla jim zejména změna předního čela (včetně zkrácení předního převisu) a mírné klenutí čelního skla. Pohlednosti Škody 720 ale již pochopitelně nedosáhly, přestože se na nich nezapře designová příbuznost s tehdy sériově vyráběným vozem Škoda 105/120, který původně mohl být "menším bratříčkem" Škody 720.

## Typy
Předchůdcem a výchozím vozem se stal funkční vzorek Škoda 750, vyrobený v jediném exempláři v roce 1972. Šlo o první počin automobilové spolupráce ČSSR a NDR. Od něj byla později odvozena ještě Škoda 751, dvoudveřový tudor s motorem vpředu a pohonem zadních kol přes upravenou převodovku souběžně vyvíjené a později vyráběné Škody 105/120.
- Škoda 760 – čtyřdveřový čtyřmístný sedan hatchback (se stupňovitou zádí), motor 1,1 l, maximální rychlost okolo 135 km/h. Tento typ měl jako jediný pohon předních kol, následující prototypy již měly klasické uspořádání s motorem vpředu nadél, s převodovkou u motoru a pohonem zadních kol. Prvních šest prototypů bylo zprovozněno 6. listopadu 1972.
- Škoda 761 – dvoudveřový čtyřmístný tudor se splývavou zádí.
- Škoda 762 – čtyřdveřový pětimístný sedan hatchback (se stupňovitou zádí), motor 1,5 l, maximální rychlost asi 150 km/h. Zajímavostí některých vozů byla automatická převodovka.
- Škoda 762 P2 – pětidveřový pětimístný sedan fastback (se splývavou zádí), karosářská modifikace s výrazně změněnými liniemi.
- Škoda 763 – dvoudveřové čtyřmístné kupé, motor 1,5 l, maximální rychlost asi 160 km/h. Hlavně proti tomuto vozu se stavělo Ministerstvo vnitra ČSSR se zajímavým argumentem: "Vůz je výrazně rychlejší než vozy Veřejné bezpečnosti".
- Škoda 764 – pětidveřové pětimístné kombi s motorem 1,5 l.
- Škoda 765 – kombi s prodlouženým rozvorem[3], které postavil závod ve Vrchlabí. Příliš se nelišilo od typu 764, mělo se stát základem např. pro sanitní a pohřební vůz, který mohl nahradit některé aplikace sériového vrchlabského výrobku Škoda 1203. Tento vůz se dochoval a nový majitel Pavel Kalina ho zrenovoval[4] a v roce 2017 prodal Technickému muzeu v Brně[5]. Byly připraveny i výkresy pro pick-up, ale takový vůz pravděpodobně nebyl postaven.

Prototypů Škoda 760 v nejrůznějších karosářských modifikacích bylo nakonec vyrobeno asi 130 kusů, poslední byl smontován 14. 5. 1979.

## Potíže a ukončení projektu
Roku 1973 rozhodla německá komunistická strana SED, že na vývoji bude pracovat jen Trabant a Škoda. Avšak ještě téhož roku se situace změnila a ve vývoji naopak pokračovaly Trabant a Wartburg, pro které měly AZNP jen vyrábět součástky. Čas postupně ukázal dvě velké, a tehdy prakticky neodstranitelné slabiny projektu:
- Za prvé se ukázalo, že logistika projektu je neuvěřitelně náročná. Mezi desítkou míst v NDR a ČSSR měly denně pendlovat desítky nákladních vlaků a systémem just-in-time (JIT) zásobovat jednotlivé výrobní závody karosářskými díly, motory, převodovkami, elektroinstalací, čalouněním a spoustou dalších věcí, což bylo v tehdejší době téměř nerealizovatelné: československá železniční dopravní cesta byla až do konce 80. let přetížená a subdodavatelé často nebyli schopni dodat díly včas, natož v kvalitě.
- Za druhé vyvstal problém investic: v 70. letech byly státy Varšavské smlouvy opět nuceny vkládat značné částky do zbrojního průmyslu, čímž pochopitelně trpěl průmysl spotřební, automobilky nevyjímaje. Nový vůz by znamenal nutnost nových investic nejen stavebních, ale především technologických a strojních – a na to již oba socialistické státy neměly sílu. Zejména NDR již byla finančně téměř vyčerpaná a její automobilky, i přes veškerou snahu vývojářů a konstruktérů, již prakticky nedokázaly výrazně modernizovat ani současnou produkci, natož ještě zavádět novou. Ostatně je to znát na téměř všech automobilech ze sdružení Industrial Fahrzeugbau - IFA.

Před samotným dokončením vývoje a ve chvíli, kdy již měl být vydán pokyn k technologické přípravě náběhu výroby nového modelu, tedy vláda NDR oznámila, že od projektu ustupuje. V září 1979 se oba státy dohodly na ukončení projektu.

## Projekt žije dál
V té době již vývojáři AZNP věděli, že se musí spolehnout jen na sebe. Jako základ další práce jim posloužil typ Škoda 762 P2 s karosérií fastback – velmi schopný karosář dipl. tech. Jaroslav Kindl mu dotáhl linie, došlo k zásadním úpravám podvozkové techniky (motor vpředu otočen napříč a pohon předních kol) a v roce 1981 tak vznikl první studijní vzorek vozu Škoda 781, který byl pozdějším intenzivním vývojem dotažen do podoby úspěšného modelu Škoda Favorit. Tento automobil veřejně jezdil (poznávací značka MBC-36-81) a dodnes se dochoval v depozitáři Škoda Auto a.s.
Bez zajímavosti není, že zamýšlený způsob výroby automobilů na základě společné platformy (resp. strojních celků) a rozdílné karosérie o patnáct let později prosadil koncern Volkswagen, jehož součástí se stala i Škoda. A tak například automobil Škoda Octavia má shodný podvozek s vozem VW Golf IV., Audi A3 nebo s vozem Seat Leon.